# Joachim Ernst van Brandenburg-Ansbach
Joachim Ernst van Brandenburg-Ansbach (Cölln, 22 juni 1583 – Ansbach, 7 maart 1625) was van 1603 tot aan zijn dood markgraaf van Brandenburg-Ansbach. Hij behoorde tot het huis Hohenzollern.

## Levensloop
Joachim Ernst was een zoon van keurvorst Johan Georg van Brandenburg en diens derde echtgenote Elisabeth van Anhalt, dochter van vorst Joachim Ernst van Anhalt. In 1603 werd hij markgraaf van Brandenburg-Ansbach na het overlijden van markgraaf George Frederik I en het uitsterven van de linie Ansbach-Jägerndorf van het huis Hohenzollern. Zijn oudere broer Christiaan erfde dan weer het markgraafschap Brandenburg-Kulmbach.
In de religieuze conflicten begin 17e eeuw koos Joachim Ernst de protestants-calvinistische zijde en steunde hij de Nederlandse strijd voor onafhankelijkheid. Hij speelde een actieve rol in het tot stand brengen van de Protestantse Unie, die in 1608 in zijn grondgebied gevormd werd. In 1621 werd deze unie echter na het uitbreken van de Dertigjarige Oorlog ontbonden wegens de militaire superioriteit van het keizerlijke kamp. Na de ontbinding van de Unie distantieerde Joachim Ernst, die door zijn katholieke opponenten als medeverantwoordelijke voor de uitbraak van de oorlog werd aangezien, zich volledig van zijn vroegere bondgenoten. In maart 1625 stierf hij op 41-jarige leeftijd.

## Huwelijk en nakomelingen
In 1612 huwde Joachim Ernst met Sophie van Solms-Laubach (1594-1651), dochter van graaf Johan George I van Solms-Laubach. Ze kregen vijf kinderen:
- Sophia (1614-1646), huwde in 1641 met erfmarkgraaf Erdmann August van Brandenburg-Bayreuth
- Frederik III  (1616-1634), markgraaf van Brandenburg-Ansbach
- Albrecht (1617-1617)
- Albrecht II (1620-1667), markgraaf van Brandenburg-Ansbach
- Christiaan (1623-1633)

### Voorouders
| Kwartierstaat van Joachim Ernst van Brandenburg-Ansbach | Kwartierstaat van Joachim Ernst van Brandenburg-Ansbach                             | Kwartierstaat van Joachim Ernst van Brandenburg-Ansbach                             | Kwartierstaat van Joachim Ernst van Brandenburg-Ansbach                          | Kwartierstaat van Joachim Ernst van Brandenburg-Ansbach                          | Kwartierstaat van Joachim Ernst van Brandenburg-Ansbach                   | Kwartierstaat van Joachim Ernst van Brandenburg-Ansbach                   | Kwartierstaat van Joachim Ernst van Brandenburg-Ansbach                   | Kwartierstaat van Joachim Ernst van Brandenburg-Ansbach                   |
| ------------------------------------------------------- | ----------------------------------------------------------------------------------- | ----------------------------------------------------------------------------------- | -------------------------------------------------------------------------------- | -------------------------------------------------------------------------------- | ------------------------------------------------------------------------- | ------------------------------------------------------------------------- | ------------------------------------------------------------------------- | ------------------------------------------------------------------------- |
| Overgrootouders                                         | Joachim I Nestor van Brandenburg (1484-1535) ∞ Elisabeth van Denemarken (1485-1555) | Joachim I Nestor van Brandenburg (1484-1535) ∞ Elisabeth van Denemarken (1485-1555) | George van Saksen (1471-1539) ∞ Barbara van Polen (1478-1534)                    | George van Saksen (1471-1539) ∞ Barbara van Polen (1478-1534)                    | Johan IV van Anhalt (1504–1551) ∞ Margaretha van Brandenburg (1511-1577)  | Johan IV van Anhalt (1504–1551) ∞ Margaretha van Brandenburg (1511-1577)  | Wolfgang I van Barby (–) ∞ ? (–)                                          | Wolfgang I van Barby (–) ∞ ? (–)                                          |
| Grootouders                                             | Joachim II Hector van Brandenburg (1505-1571) ∞ Magdalena van Saksen (1507-1534)    | Joachim II Hector van Brandenburg (1505-1571) ∞ Magdalena van Saksen (1507-1534)    | Joachim II Hector van Brandenburg (1505-1571) ∞ Magdalena van Saksen (1507-1534) | Joachim II Hector van Brandenburg (1505-1571) ∞ Magdalena van Saksen (1507-1534) | Joachim Ernst van Anhalt (1536-1586) ∞ Agnes van Barby (1540-1569)        | Joachim Ernst van Anhalt (1536-1586) ∞ Agnes van Barby (1540-1569)        | Joachim Ernst van Anhalt (1536-1586) ∞ Agnes van Barby (1540-1569)        | Joachim Ernst van Anhalt (1536-1586) ∞ Agnes van Barby (1540-1569)        |
| Ouders                                                  | Johan Georg van Brandenburg (1525-1598) ∞ Elisabeth an Anhalt (1563-1607)           | Johan Georg van Brandenburg (1525-1598) ∞ Elisabeth an Anhalt (1563-1607)           | Johan Georg van Brandenburg (1525-1598) ∞ Elisabeth an Anhalt (1563-1607)        | Johan Georg van Brandenburg (1525-1598) ∞ Elisabeth an Anhalt (1563-1607)        | Johan Georg van Brandenburg (1525-1598) ∞ Elisabeth an Anhalt (1563-1607) | Johan Georg van Brandenburg (1525-1598) ∞ Elisabeth an Anhalt (1563-1607) | Johan Georg van Brandenburg (1525-1598) ∞ Elisabeth an Anhalt (1563-1607) | Johan Georg van Brandenburg (1525-1598) ∞ Elisabeth an Anhalt (1563-1607) |
| Joachim Ernst van Brandenburg-Ansbach (1583-1625)       |                                                                                     |                                                                                     |                                                                                  |                                                                                  |                                                                           |                                                                           |                                                                           |                                                                           |